# 约翰·阿吉耶库姆·库福尔
约翰·阿吉耶库姆·库福尔（英語：John Agyekum Kufuor，1938年12月8日—）迦納前任總統(2001年至2009年)。他從1982年即成為該國政黨APP黨的黨魁，2001年總統選舉，他以超過半數的50.45%選票，當選總統並擔任此職位至2009年。

## 教育
库福尔生于加纳库马西，在库马西上中学，此后他去牛津大学学法学。1961年他获得律师执照。1964年他获得牛津大学经济、哲学和政治学士学位。

## 政治生涯
1960年代末库福尔回到加纳后开始从政。一开始他在库马西市政府内任司法部门和管理部门的官员。
1966年2月24日在加纳发生了一次军变，此后军政府重新引入民主后库福尔于1968年和1969年被选入立宪会议。1972年1月13日加纳再次爆发军变。杰瑞·罗林斯推翻了该军政府后库福尔于1979年再次被选入立宪会议。
1969年库福尔是加纳进步党的成立人之一。十年后他又参加建立大众进步党。在1979年7月9日的大选中该党候选人被希拉·利曼（Hilla Limann）击败。在同年6月18日的议会选举中他的党派赢得了140个席位中的42席。至1972年的政变以及1981年12月31日罗林斯的第二次军变为止他始终是议会议员。政变后他每次都被关押。

## 外交官
从1969年至1971年12月他是外交副部长，带领加纳代表团参加联合国大会、非洲统一组织会议和1970年在卢萨卡召开的不结盟运动首脑会议。同年他带领代表团访问苏联、捷克斯洛伐克和南斯拉夫。1972年的军变中断了他的外交生涯。利曼任总统时他是大众进步党的外交发言人，并以副反对党领袖的身份随总统参加在弗里敦召开的非洲统一组织首脑会议。此外他还随加纳议员代表团去美国。1981年他与国际货币基金组织和世界银行谈判。

## 部长
1981年末开始罗林斯再次执政。1982年1月他邀请加入加纳全民党的代表参加政府。库福尔成为地方管理部部长。他实行管理地方化的政策。由于他对罗林斯的政策不满，尤其是对罗林斯刚刚开始执政时严重侵犯人权不满他在七个月后辞职。

## 总统
后来他参加组织了新爱国党。1996年4月20日他以2000票中1034票的多数被党代表会议选为总统候选人。在同年12月7日的大选中他获得了39.6%的票数，但是罗林斯则与1992年一样获得绝对多数。新爱国党赢得了200个议席中的60席。1998年10月23日新爱国党再次推选他的候选人和党主席。
在2000年12月7日的大选中库福尔在第一轮获得了48.4%的选票，在第二轮中他战胜了罗林斯的副总统约翰·阿塔-密尔斯（John Atta-Mills），获得了57.4%的选票。2001年1月7日他上任。新爱国党在议会中有99席，后来甚至上升到100席。在2004年12月7日的大选中他再次击败阿塔-密尔斯，在第一轮中就获得了52.45%的选票，新爱国党获得了议院230个议席中的128席。库福尔尤其注重教育和基础结构的发展。在他任期内通货膨胀受到控制，国家经济发展稳固。
库福尔於2009年1月卸任。

## 家庭
库福尔与他的妻子有五个孩子，两人均信天主教。他们住在阿克拉。